# Николаенко, Светлана Владимировна
Светлана Владимировна Николаенко (род. 8 января 1981) — российская тяжелоатлетка, мастер спорта России международного класса, неоднократная чемпионка России, Европы и мира по жиму лёжа и пауэрлифтингу среди женщин и юниорок.
Воспитанница новгородской СДЮСШОР № 1. Представляла город Великий Новгород и команду Вооружённых Сил, позднее представляла города Воронеж и Камышин Волгоградской области. Тренер — Валентин Кочерыгин, позднее тренировалась самостоятельно.
На чемпионатах России по жиму лёжа среди взрослых по версии ФПР становилась чемпионкой в 1996, 1997, 1998 годах, серебряным призёром в 1999 году и бронзовым — в 2000. На чемпионате России по пауэрлифтингу стала чемпионкой в 2003 году. Становилась серебряным (1996, 2000) и бронзовым (1998) призёром Кубка России по пауэрлифтингу. Также была победительницей и призёром юниорских чемпионатов России.
В 2002 году стала чемпионкой мира среди женщин по версии IPF в германском городе Риза, установила там же три мировых рекорда — в приседании (195 кг), жиме лёжа (117,5 кг) и сумме (497,5 кг). В том же году на чемпионате Европы по пауэрлифтингу (EPF) в финском городе Лаукаа стала чемпионкой и показала мировой рекорд в жиме лёжа (120 кг). Также становилась чемпионкой Европы среди юниоров (1995, 2001).
Установила более 50 рекордов России, Европы и мира среди женщин и юниорок.